# 賈里德·戈爾登
賈里德·戈爾登（英語：Jared Golden，1982年9月16日—），美國政治家和海軍陸戰隊退伍軍人，自2019 年起擔任緬因州第二國會選區的民意代表。戈爾登是藍狗聯盟的聯合主席、眾議院保守派民主黨人的代表。

## 早年生平
戈爾登在緬因州的路易斯長大，并在萊維特地區高中就讀，後來就進入緬因大學費明頓分校就讀，但一年後退學。2002年，他加入了美國海軍陸戰隊，期間參與了阿富汗戰爭與波斯灣戰爭，取得了海軍和海軍陸戰隊成就獎章。2006年退役後在貝茲學院就讀並成功取得歷史和政治文學士，期間從事國際物流工作，也曾成為共和黨緬因州參議員蘇珊·柯林斯的幕僚。

## 進入政壇
2013年，戈爾登加入緬因州眾議院的民主黨團工作，明年便代表民主黨競選州眾議院議員并成功當選，2016年順利取得了連任。
2017年，戈爾登宣佈正式競選緬因州第二國會選區，該選區是一個庫克黨派投票指數R+4的親共和黨選區。他在2018年美國期中選舉挑戰時任共和黨眾議員布鲁斯·波利昆。得益於緬因州特殊的排序投票制，他成功在第二輪計票中以3,000 票的優勢擊敗了波利昆，並於後續的訴訟中取勝。
其後，戈爾登接連在2020年美國選舉、2022年美國選舉取得連任。2024年美國選舉，在共和黨總統侯選人特朗普於緬因州第二國會選區大勝競選對手賀錦麗9.04%選票的背景下，戈爾登再次以2706張選票的優勢擊敗共和黨對手成功連任。